# Trnjane (Aleksinac)
Trnjane (em cirílico: Трњане) é uma vila da Sérvia localizada no município de Aleksinac, pertencente ao distrito de Nišava, na região de Ponišavlje. A sua população era de 1258 habitantes segundo o censo de 2011.

## Demografia
| 1948 | 1953 | 1961 | 1971 | 1981 | 1991 | 2002 | 2011 |
| ---- | ---- | ---- | ---- | ---- | ---- | ---- | ---- |
| 1752 | 1780 | 1783 | 1756 | 1692 | 1616 | 1361 | 1258 |